# Idiofon
Un idiofon (gr. veche ιδιος, idios = propriu și φονος, phonos = sunet) este un instrument muzical care produce sunete prin vibrații ale însuși corpului său, mulțumită rezistenței și elasticității materialului. Alături de membranofone, cordofone și aerofone, idiofonele constituie una dintre clasele de instrumente desemnate de muzicologii Erich von Hornbostel și Curt Sachs în sistemul ce le poartă numele (1914).
La rândul lor, idiofonele sunt împărțite după modul de a fi puse în vibrație: prin lovire, ciupire, frecare sau prin suflare. În funcție de instrument, interpretul poate acționa direct sau indirect asupra acestuia. Cele patru subclase sunt la rândul lor delimitate în funcție de construcția instrumentului. În sistemul Sachs–Hornbostel, fiecăreia dintre aceste categorii îi este atribuit un număr; de exemplu, castanietele sunt numite 111.141 deoarece sunt idiofone (primul 1 de la stânga) lovite (al doilea 1 de la stânga) în mod direct (al treilea 1 ș.a.m.d.) prin ciocnirea unor elemente (.1) prezentând adâncituri (4) obținute prin sculptarea materialului (1).

## Vezi și
- Maracas